# Qatar Stars League 2012-2013
La Qatar Stars League 2012-2013 è la 38ª edizione della massima competizione nazionale per club del Qatar, la squadra campione in carica è l'Lekhwiya. L'Al-Sadd vince il campionato per la tredicesima volta nella sua storia, segnando il nuovo record di vittorie nella competizione.

## Squadre partecipanti
| Squadra        | Città      | Stadio                   |
| -------------- | ---------- | ------------------------ |
| Al-Arabi       | Doha       | Grand Hamad Stadium      |
| Al-Gharrafa    | Al Gharafa | Al-Gharafa Stadium       |
| Al Kharitiyath | Al-Rayyan  | Ahmed bin Ali Stadium    |
| Al-Khor        | Al Khor    | Al-Khawr Stadium         |
| Al-Rayyan      | Al Rayyan  | Ahmed bin Ali Stadium    |
| Al-Sadd        | Doha       | Jassim Bin Hamad Stadium |
| Al Sailiya     | Doha       | Qatar SC Stadium         |
| Al Wakra       | Al Wakra   | Al-Wakrah Stadium        |
| Al Jaish       | Duhail     | Ahmed bin Ali Stadium    |
| Lekhwiya       | Doha       | Qatar SC Stadium         |
| Qatar SC       | Doha       | Suhaim bin Hamad Stadium |
| Umm-Salal      | Umm Salal  | Thani bin Jassim Stadium |

## Allenatori
| Squadra        | Allenatore         |
| -------------- | ------------------ |
| Al-Arabi       | Abdelaziz Bennij   |
| Al-Gharafa     | Habib Sadek        |
| Al Kharitiyath | Bernard Simondi    |
| Al-Khor        | László Bölöni      |
| Al-Rayyan      | Diego Aguirre      |
| Al-Sadd        | Hussein Amotta     |
| Al-Sailiya     | Abdullah Mubarak   |
| Al-Wakrah      | Mehmed Baždarević  |
| El Jaish       | Răzvan Lucescu     |
| Lekhwiya       | Eric Gerets        |
| Qatar SC       | Sebastião Lazaroni |
| Umm-Salal      | Bertrand Marchand  |

## Classifica
|                  | Pos. | Squadra        | Pt | G  | V  | N | P  | GF | GS | DR  |
| ---------------- | ---- | -------------- | -- | -- | -- | - | -- | -- | -- | --- |
| Qatar (bandiera) | 1.   | Al-Sadd        | 51 | 22 | 16 | 3 | 3  | 47 | 23 | +24 |
|                  | 2.   | Lekhwiya       | 46 | 22 | 13 | 4 | 4  | 42 | 22 | +20 |
|                  | 3.   | Al-Jaish       | 40 | 22 | 13 | 1 | 8  | 25 | 23 | +3  |
|                  | 4.   | Al-Rayyan      | 37 | 22 | 11 | 4 | 7  | 49 | 37 | +12 |
|                  | 5.   | Umm-Salal      | 31 | 22 | 8  | 4 | 9  | 30 | 37 | -7  |
|                  | 6.   | Al-Gharafa     | 30 | 22 | 8  | 6 | 8  | 26 | 28 | -2  |
|                  | 7.   | Al-Khor        | 29 | 22 | 7  | 8 | 7  | 26 | 24 | +2  |
|                  | 8.   | Qatar SC       | 26 | 22 | 7  | 5 | 10 | 31 | 34 | -3  |
|                  | 9.   | Al-Wakrah      | 26 | 22 | 7  | 5 | 10 | 27 | 31 | -4  |
|                  | 10.  | Al-Kharitiyath | 20 | 22 | 4  | 8 | 10 | 21 | 27 | -6  |
|                  | 11.  | Al-Arabi       | 17 | 22 | 3  | 8 | 11 | 25 | 40 | -15 |
|                  | 12.  | Al-Sailiya     | 13 | 22 | 3  | 4 | 15 | 29 | 52 | -23 |

Legenda:

      Campione del Qatar e ammessa alla AFC Champions League 2014

      Ammesse alla AFC Champions League 2014

   Partecipa allo spareggio per la retrocessione

      Retrocessa in Qatar Second Division 2013-2014

Note:
Tre punti a vittoria, uno a pareggio, zero a sconfitta.

## Spareggio retrocessione
| Doha 21 aprile 2013, ore 17:30                                                  | Al-Arabi  | 2 – 1            | Al-Mu'aidar | Grand Hamad Stadium (3.489 spett.) |
| \| \| \| \| \| Špiranović 23’ Al Araimi 82’ \| Marcatori \| 44’ Ali Laitoula \| |           |                  |             |                                    |
|                                                                                 |           |                  |             |                                    |
| Špiranović 23’ Al Araimi 82’                                                    | Marcatori | 44’ Ali Laitoula |             |                                    |